# Пюиморен
Пюиморе́н (фр. Puymaurin, окс. Poimaurin) — коммуна во Франции, находится в регионе Юг — Пиренеи. Департамент — Верхняя Гаронна. Входит в состав кантона Л’Иль-ан-Додон. Округ коммуны — Сен-Годенс.
Код INSEE коммуны — 31443.

## География

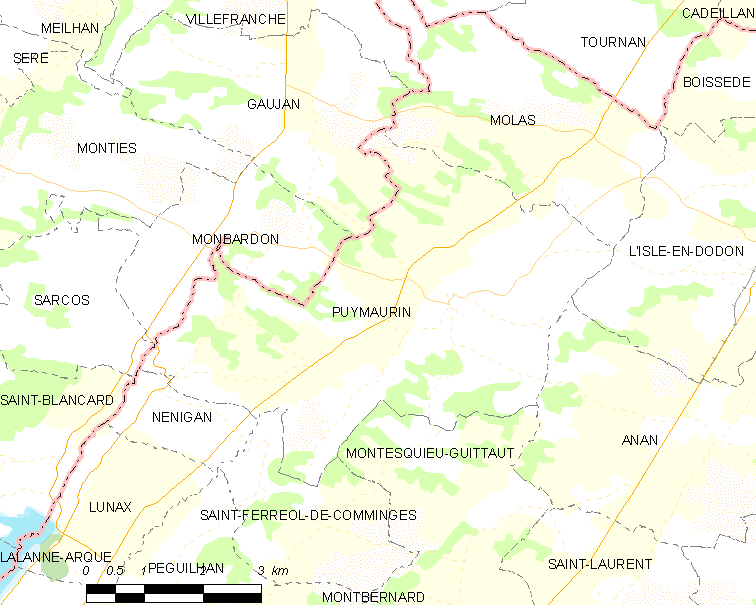
Карта коммуны

Коммуна расположена приблизительно в 630 км к югу от Парижа, в 65 км к юго-западу от Тулузы.
По территории коммуны протекают реки Жес, Жимон и Ларжо.

## Климат
Климат умеренно-океанический. Зима мягкая и снежная, весна характеризуется сильными дождями и грозами, лето сухое и жаркое, осень солнечная. Преобладают сильные юго-восточные и северо-западные ветры.

## Население
Население коммуны на 2010 год составляло 300 человек.
| 1962 | 1968 | 1975 | 1982 | 1990 | 1999 | 2010 |
| ---- | ---- | ---- | ---- | ---- | ---- | ---- |
| 480  | 408  | 380  | 365  | 321  | 298  | 300  |

## Администрация
| Период | Период | Фамилия         | Партия                  | Примечания |
| ------ | ------ | --------------- | ----------------------- | ---------- |
| 2001   | 2014   | Мариз Казанова  | Социалистическая партия |            |
| 2014   | 2020   | Валентин Бьязон |                         |            |

## Экономика
В 2010 году среди 173 человек трудоспособного возраста (15—64 лет) 113 были экономически активными, 60 — неактивными (показатель активности — 65,3 %, в 1999 году было 66,3 %). Из 113 активных жителей работали 98 человек (51 мужчина и 47 женщин), безработных было 15 (7 мужчин и 8 женщин). Среди 60 неактивных 10 человек были учениками или студентами, 37 — пенсионерами, 13 были неактивными по другим причинам.

## Достопримечательности
- Церковь Св. Петра в оковах (XIV—XV века)
- Статуя Св. Иоанна Крестителя (XVI век)